# Ulli Neuhoff
Ulli Neuhoff (* 1965 in Stuttgart) ist ein deutscher Fernsehjournalist.
Ulli Neuhoff wurde 1965 in Stuttgart geboren und studierte Germanistik und Politikwissenschaften in Tübingen und dem britischen Newcastle.
Er arbeitete zunächst für den Hörfunk im SWF-Landesstudio Tübingen. Es folgte 1995 das Volontariat beim Südwestfunk (SWF). Anschließend wechselte Ulli Neuhoff nach Mainz zu den Landesnachrichten Rheinland-Pfalz als Reporter.
Seit 1998 arbeitet er für die Auslandsabteilung des SWR und berichtete für das ARD-Europamagazin aus ganz Europa mit Schwerpunkt in Osteuropa. Gleichzeitig informiert er seit mehr als zehn Jahren im Auftrag des SWR über die Arabische Welt und das südliche Afrika. Er war Sonderkorrespondent für die Fußballweltmeisterschaft in Südafrika.
Vom 1. Januar 2011 bis Ende 2015 war Neuhoff Leiter des ARD-Studios Johannesburg für den Südwestrundfunk. Er war damit für die ARD-Fernsehberichterstattung aus dem gesamten südlichen Afrika zuständig. Sein Vorgänger war Richard Klug, der seit 2006 aus Johannesburg berichtet hatte.
Nach der Rückkehr aus Afrika übernahm Neuhoff eine Stelle als SWR-Redakteur, wo er unter anderem für die ARD-Sendung Weltspiegel zuständig ist.

## Belege
1. ↑  Das Erste Weltspiegel - Auslandskorrespondenten berichten, SWR im Ersten vom 13. Mai 2018, abgerufen am 18. Juli 2018

| Personendaten    | Personendaten               |
| ---------------- | --------------------------- |
| NAME             | Neuhoff, Ulli               |
| KURZBESCHREIBUNG | deutscher Fernsehjournalist |
| GEBURTSDATUM     | 1965                        |
| GEBURTSORT       | Stuttgart                   |